# غليزة (قشلاق أهر)
غلیزة (بالفارسية: گلیزه) هي منطقة سكنية تقع في إيران في قسم قشلاق الریفي. يقدر عدد سكانها بـ 216 نسمة .